# Порог (Волховский район)
Поро́г — деревня в Хваловском сельском поселении Волховского района Ленинградской области.

## История
Деревня Порог упоминается на карте Ф. Ф. Шуберта 1844 года.

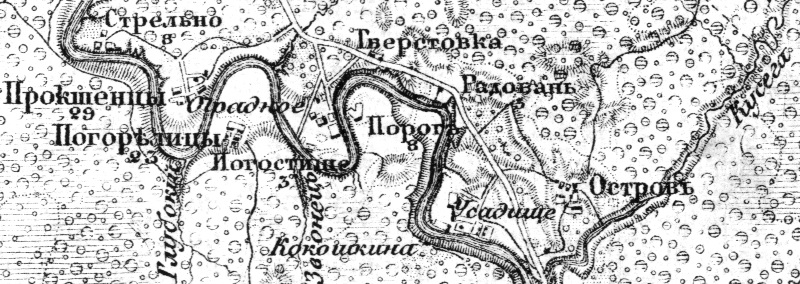
Деревня Порог на карте Ф. Ф. Шуберта 1872 года

В конце XIX — начале XX века деревня административно относилась к Сугоровской волости 1-го стана 1-го земского участка Тихвинского уезда Новгородской губернии.

ПОРОГ (КУЛЕЙКА) — деревня Прокшеницкого сельского общества, число дворов — 18, число домов — 18, число жителей: 50 м. п., 64 ж. п.;
 Занятие жителей — земледелие, лесные заработки. При реке Сясь. Часовня. (1910 год) 

Согласно военно-топографической карте Петроградской и Новгородской губерний издания 1915 года деревня Порог насчитывала 8 крестьянских дворов.
С 1917 по 1918 год деревня входила в состав Сугоровской волости Тихвинского уезда Новгородской губернии.
С 1918 года в составе Череповецкой губернии.
С 1927 года в составе Прокшенского сельсовета Тихвинского района.
С 1928 года в составе Мелексинского сельсовета Волховского района. В 1928 году население деревни составляло 101 человек.
Согласно карте Ленинградской области Северо-западного аэрогеодезического треста ГГУ издания 1932 года деревня насчитывала 10 крестьянских дворов, в деревне находилась часовня.
По данным 1933 года деревня Порог входила в состав Воскресенского сельсовета Волховского района.
С 1946 года в составе Новоладожского района.
С 1950 года в составе Воскресенского сельсовета.
В 1958 году население деревни составляло 29 человек.
С 1963 года вновь в составе Волховского района.
По данным 1966 и 1973 годов деревня Порог также входила в состав Воскресенского сельсовета.
По данным 1990 года деревня Порог входила в состав Хваловского сельсовета.
В 1997 году в деревне Порог Хваловской волости не было постоянного населения, в 2002 году — проживали 6 человек (все русские).
В 2007 году в деревне Порог Хваловского СП — также 6 человек.

## География
Деревня расположена в юго-восточной части района близ автодороги А114 (Вологда — Новая Ладога).
Расстояние до административного центра поселения — 14 км.
Расстояние до ближайшей железнодорожной станции Колчаново — 34 км.
Деревня находится на левом берегу реки Сясь.

## Демография
| 1910 | 1997 | 2007 | 2010 | 2017 |
| ---- | ---- | ---- | ---- | ---- |
| 114  | ↘0   | ↗6   | ↘4   | →4   |

Согласно данным Всероссийской переписи населения 2021 года в деревне не было постоянного населения.